# 엘릭서
엘릭서(elixir, 엘릭샤, 엘릭시르, 엘릭시아, 일릭사)란 연금술에서 마시면 불로불사가 될 수 있다고 전해지는 영약 또는 만능약이다.

## 어원
아이작 아시모프의 ｢화학의 역사｣(1967년, 카와이데 쇼보, A Short History of Chemistry, 1965년) ｢제2장 연금술 아라비아 사람들｣에 의하면, 어원은, 마른 가루라고 생각되고 있던 것으로부터 그리스어의 "xerion"(마른 것 뜻)가 아라비아어로 번역되어"al iksir"가 되었다.
H J 슈테이리히의 ｢서양 과학사｣에 의하면 이슬람 연금술의 선조 자비르 이븐 하이얀, 라틴명 지벨(그 밖에 게벨, 쟈빌)이 금속의 4원소 4성질(온·건·습·랭)을 변성해, 만들어 낸 1 성질만의 원소를 al iksir로 했다. 이 al iksir를 13세기에 번역한 이름이 elixir라고 한다. 그 외에, 라틴어의 에리(신) 쿠시르(잔)라는 설도 존재한다.

## 전설
연금술의 지고의 창작물인 현자의 돌과 동일, 혹은 그것을 이용해 작성되는 액체라고 생각된다. 복용하는 것으로 어떤 병도 고치고 영원의 생명을 얻을 수 있는 등, 주로 치료약의 일종으로서 다루어지고 있어 이 효과에 준거하는 확립된 제조 방법은 아직도 불명으로 되어 있다.
중세 독일에선, 파라셀수스라는 의사가 현자의 돌(=엘릭서)을 이용해 의료 활동을 실시하고 있었다는 전설이 있다. 그는 연금술에 의한 인공생명체인 호문쿨루스를 창조했다고도 전해지는 인물이기도 하다.
한편, 중국의 도교에서 선인이 되기 위한 영약을 만들 방법인 ｢연단술｣이 목표로 하던 불로불사의 약 ｢선단(첨단)｣도, 이것과 같은 것이다.

## 화학으로서의 엘릭서
일본약방의 제재 총칙에는 ｢엘리키실제｣의 정의가 있어, ｢통례, 감미 및 방향이 있는 에탄올을 포함한 맑고 깨끗한 액상중용제이다｣라고 한다. ｢제재｣ 문서도 참조.
또, 베네디크틴이나 샤르트류즈 등의 리큐어에서 ｢에리크서｣의 이름을 씌우는 것이 실재해, 이것들은 술로서 분류된다.
베네디크틴이나 샤르트류즈는 창업 당시부터 수도원 내부에서만 제조되고 있는 약초주의 종목으로서 알려져 그 제법이나 재료는 문외 불출이 되고 있다. 맛은 캄파리나 아브산 등 다른 약초주에 비해, 지극히 쓴 맛이 강하고, 알코올 도수도 강한 것이 특징이지만, 리큐어 특유의 감미도 갖췄다.
이것에 대해서는 안고스츄라 비타즈 등과 같이 300 - 400 ml정도의 소빈에 채울 수 있어 일반적으로 시판도 되고 있다. 헝가리의 토커이 지역에서 생산되는 귀부 와인인 트카이와인 엣센시아도 엘릭서의 별명을 가진다고 여겨지고 있다.
또, 산토리 푸즈로부터 ｢파이널 환타지 XIII 엘릭서｣가 2009년 12월 8일에 발매되었다.

## 창작물에서
엘릭서는 그 '불로불사'나 '만능의 영약'이라는 전설소부터 유래되어 특히 중세 판타지풍 컴퓨터 롤플레잉 게임 등에 둘 수 있는 아이템으로 자주 등장한다. 파이널 판타지 시리즈나 테일즈 오브 시리즈, 디아블로 등에 엘릭서, 엘릭샤, 엘릭시르 등의 이름이 붙은 마법의 약이 등장한다. 또한, 강철의 연금술사, 레뮤오르의 연금술사같은 연금술을 소재로 한 작품에서도 다루어진다. 이러한 창작물에서 다루어지는 엘릭서의 역할은 다른 약에 대해서 고가 또는 귀중, 치유 효과나 이야기상의 역할이 큰 것으로 여겨지는 등 엘릭서의 전설을 모방한 형태로 다루어지는 것이 많다.

## 같이 보기
- 현자의 돌
- 연금술
- 불로불사
- 파라셀수스
- 아스클레피오스